# Будини (геологія)

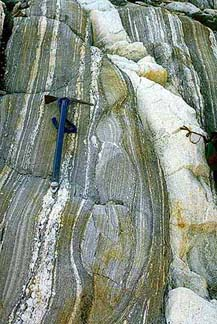
Banded gneiss with dike of granite orthogneiss; competent banded gneiss is boudinaged by ductile shear.

Будини — невеликі лінзоподібні блоки міцних гірських порід, відділені один від одного тонкими пережимами-шийками. Утворюються під впливом стресу (тиску) на товщі, які представлені перешаруванням міцних жорстких пластів з пластичними шарами (наприклад, вапняків з глинами). При цьому пластичні шари розплющуються, розтікаються по літоралі, розриваючи міцні пласти на блоки, розтягуючи і обтікаючи їх. Таке розлінзування (будинаж) характерне для складчастих областей.